# Georgios Christakakos
Georgios Christakakos (griechisch Γεώργιος Χρηστακάκος, * 26. Juni 1998) ist ein griechischer Leichtathlet, der sich auf den Speerwurf spezialisiert hat.

## Sportliche Laufbahn
Erste Erfahrungen bei internationalen Meisterschaften sammelte Georgios Christakakos im Jahr 2025, als er bei den Balkan-Meisterschaften in Volos mit einer Weite von 68,71 m den fünften Platz belegte. 
2020 wurde Christakakos griechischer Meister im Speerwurf.